# Ändsjön, Jämtland
Ändsjön är en sjö i Östersunds kommun i Jämtland och ingår i Indalsälvens huvudavrinningsområde. Sjön har en area på 0,318 kvadratkilometer och ligger 323,9 meter över havet. Ändsjön ligger i Ändsjön Natura 2000-område.
På initiativ av provinsialläkaren Per Gissle sänktes Ändsjöns vattennivå 1843. Detta genom att gräva ett dike i sjöns längdriktning. De åtta markägarna runt sjön var intresserade av att få mer odlingsbar mark. De trodde att den sterila blekejorden skulle vara mycket odlingsbar, vilket inte var fallet.
Under 1930-talet upprättades en dikningsplan för torrläggandet av hela sjön genom sänkning av utloppet. Dessutom skulle det grävas genomgående diken. I Jämtlands län uppstod det då ett stort intresse för att rädda sjön och sjöfåglarna. Frösö hembygdsförening startade naturvårdande insatser av sjön. 1940 förklarades sjön som naturminnesmärke av Länsstyrelsen. Fridlysningen omfattade ett förbud mot odling, röjning och bebyggelse närmare än 25 meter från strandkanten. Vattennivån började att regleras året om. Trots fridlysningen så användes Ändsjön som motorisbana för bilar fram till 1968.
Sjön inventerades 1973 och 1975 blev det ett naturreservat. Under 1980-talet muddrades den norra delen för att motverka igenväxning. Därefter bekämpades vassen med bandvagn vilket upphörde år 2000.
Under hösten sänks vattennivån för att motverka den starka lukt av ruttna ägg som uppkommer när isen lagt sig. Denna lukt uppkommer då syret i sjön försvinner, och andra bakterier som bryter ner vassen frodas, vilka i sin tur producerar svavelväte.
2002 gallrades skogen på gran för att gynna lövskog och tall. Sedan 2007 bedriver Länsstyrelsen ett projekt för att återskapa de forna betesängarna i den västra delen av Ändsjön.

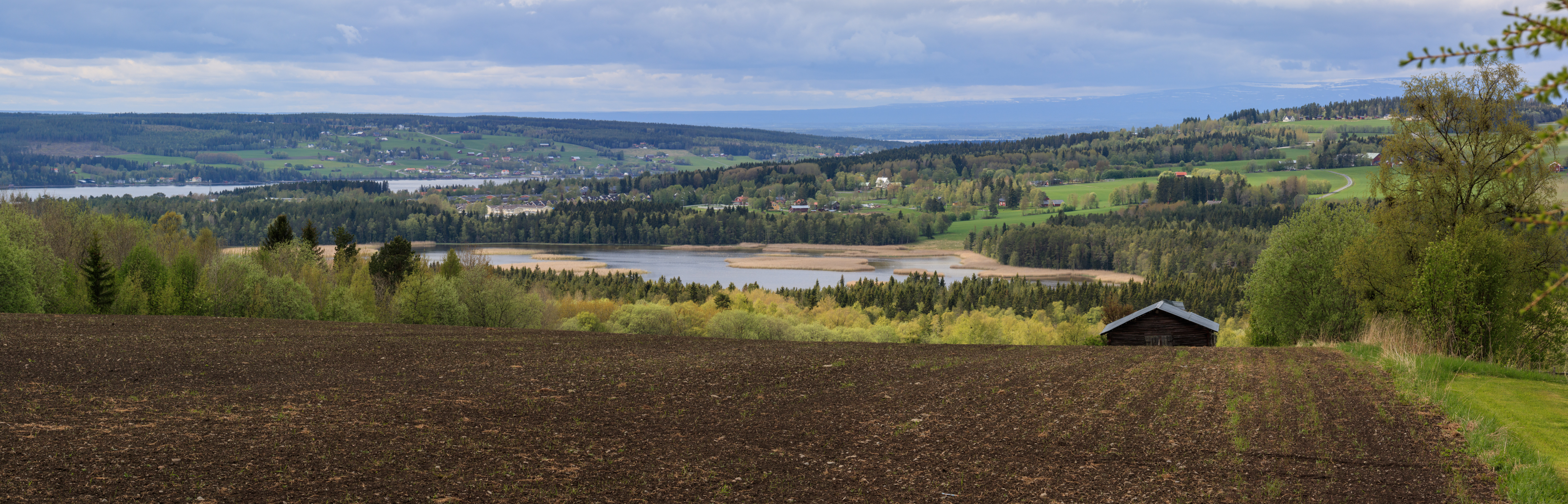
Panorama över Ändsjön på Frösön

## Delavrinningsområde
Ändsjön ingår i det delavrinningsområde (700891-143735) som SMHI kallar för Utloppet av Ändsjön. Medelhöjden är 355 meter över havet och ytan är 6,46 kvadratkilometer. Det finns inga avrinningsområden uppströms utan avrinningsområdet är högsta punkten. Vattendraget som avvattnar avrinningsområdet har biflödesordning 2, vilket innebär att vattnet flödar genom totalt 2 vattendrag innan det når havet efter 242 kilometer. Avrinningsområdet består mestadels av skog (33 procent) och jordbruk (38 procent). Avrinningsområdet har 0,32 kvadratkilometer vattenytor vilket ger det en sjöprocent på 4,9 procent. Bebyggelsen i området täcker en yta av 0,59 kvadratkilometer eller 9 procent av avrinningsområdet.